# Noble megye (Indiana)
Noble megye az Amerikai Egyesült Államokban, azon belül Indiana államban található. Megyeszékhelye Albion, legnagyobb városa Kendallville. Lakosainak száma 47 457 fő (2020. április 1.).

## Szomszédos megyék
- Elkhart megye (északnyugat)
- LaGrange megye (észak)
- DeKalb megye (kelet)
- Allen megye (délkelet)
- Whitley megye (dél)
- Kosciusko megye (délnyugat)
- Steuben megye

## Népesség
A megye népességének változása:
| Lakosok száma | 47 475 | 47 465 | 47 462 | 47 570 | 47 733 | 47 457 |
|               | 2010   | 2011   | 2012   | 2013   | 2015   | 2020   |